# Sils (kommun)
Sils är en kommun i Spanien.   Den ligger i provinsen Província de Girona och regionen Katalonien, i den östra delen av landet, 600 km öster om huvudstaden Madrid. Antalet invånare är 5 702. Arean är 30 kvadratkilometer. Sils gränsar till Vilobí d'Onyar, Caldes de Malavella, Vidreres, Maçanet de la Selva, Riudarenes och Santa Coloma de Farners. 
Terrängen i Sils är platt.